# Cipo de Melqart
El Cipo de Melqart o Cippi de Melqart es el nombre colectivo de dos cipos de mármol fenicio, que fueron desenterrados en Malta bajo circunstancias indocumentadas y fechados en el siglo II a. C.. Están considerados como ofrendas votivas para el dios Melqart, e inscritas en dos idiomas, griego antiguo y fenicio, y en los dos patrones correspondientes, el alfabeto griego y el fenicio. Fueron descubiertos a fines del siglo XVII, y la identificación de su inscripción en una carta fechada en 1694 los convirtió en la primera escritura fenicia en ser identificada y publicada en los tiempos modernos. Debido a que presentan esencialmente el mismo texto —con algunas diferencias menores—, el cipio proporcionó la clave para la comprensión moderna del idioma fenicio. En 1764, el erudito francés Jean-Jacques Barthélémy utilizó esta inscripción bilingüe, para identificar 18 de las 22 letras del alfabeto fenicio, y poder empezar a descifrar el idioma desconocido. Lehmann, sin embargo, informa que hay 17.
La tradición de que los cippi fueron encontrados en Marsaxlokk fue únicamente dada por su dedicación a Heracles, —el dios fenicio Melkart está asociado con el dios griego Heracles por Interpretatio graeca—  cuyos restos del templo en Malta habían sido identificado en la colina Tas-Silġ. El Gran Maestre de la Orden de los Caballeros Hospitalarios, Fra Emmanuel de Rohan-Polduc, presentó uno de los cipos a Luis XVI en 1782. Este cipo se encuentra actualmente en el Museo del Louvre en París, mientras que el otro se alberga en el Museo Nacional de Arqueología en Valletta, Malta.

## Descripción e historia
La importancia del cipo para la arqueología maltesa es inestimable. En el plano internacional, ya desempeñaron un papel importante en el desciframiento y el estudio de la lengua fenicia en los siglos XVIII y XIX. Tal fue su importancia para la filología fenicia y púnica, que las inscripciones en los cipos se conocieron como Inscriptio melitensis prima bilinguis (en latín para la primera inscripción bilingüe maltés) o Melitensis prima (primer Maltés).
Cipo es un término usado para describir una columna pequeña, que a veces se trunca. Los cipos sirven como hitos, monumentos funerarios, marcadores u ofrendas votivas. Los primeros cipos tenían forma cúbica y estaban tallados en piedra arenisca. A fines del siglo V a. C.., se convirtieron en estelas delicadas a dos aguas, en la cultura helenística. El cipo de mármol maltés tiene unos 96,52 centímetros de altura en el punto más alto, y se rompe en la parte superior. El Cipo del Louvre tiene actualmente 1,05 metros de alto en su punto más alto, 0,34 m de ancho y 0,31 m de espesor. «Su forma es ligera y graciosamente ejecutada ... "con una"  ... inscripción griega sobre el pedestal,  [y]  una obra maestra de la epigrafía fenicia.» Los artefactos están tallados en mármol blanco, una piedra que no se encuentra normalmente en las islas maltesas por lo tanto también es improbable que estuvieran disponibles talladores de mármol expertos, seguramente estas obras fueron importadas en su estado final. Las inscripciones, sin embargo, probablemente fueron grabadas en Malta con el nombre de los dos patrocinadores, Abdosir y Osirxamar. A juzgar por los nombres en la inscripción principal, los patrones eran de origen tirio. La adición de una sinopsis de la dedicación en griego, con los nombres de los oferentes y de Melqart en sus versiones helenizadas, confirma la existencia y la influencia de la cultura helenística. Además, mientras que Malta había sido colonizada por los fenicios desde el siglo VIII a. C., para el siglo II a. C., las islas maltesas estaban bajo ocupación romana. El uso de la escritura fenicia también confirma la supervivencia de la cultura y la religión fenicia en las islas.
Aunque no es raro que los cipos tengan dedicatorias, los Cipos de Melqart tienen una construcción inusual, ya que tienen dos partes: la base, o pedestal, es un bloque rectangular con molduras en la parte superior e inferior. Las inscripciones en griego y fenicio están en el frente, tres líneas en griego y cuatro en fenicio y muestran una ligera incisión. Los pedestales sostienen pilares que se interpretan como candelabros, cuyas partes inferiores están decoradas con un relieve poco profundo de hojas de acanto. Las diferencias caligráficas en el texto inciso, la posición variable de las palabras y las diferencias en la profundidad del relieve y las molduras implican que los dos cipos son ofrendas separadas que llevan la misma inscripción porque los patrocinadores eran hermanos.
Cuando la inscripción griega fue publicada en el tercer volumen del Corpus Inscriptionum Graecarum en 1853, los cippi fueron descritos como descubiertos en el pueblo costero de Marsaxlokk. Antes, su procedencia de Marsaxlokk no había sido propuesta por nadie, y fue más de un siglo después que la declaración fue desacreditada. La atribución a Tas-Silġ aparentemente se alcanzó por inferencia, porque se creía que los candelabros, con cierta verosimilitud, habían sido dedicados y establecidos dentro del templo de Heracles.

### Inscripciones en el cipo
El cipo del Louvre contiene cuatro líneas en alfabeto fenicio seguidas de tres líneas en alfabeto antiguo griego. 
La inscripción en fenicio (de derecha a izquierda) es la siguiente:
| 𐤋𐤀𐤃𐤍𐤍𐤋𐤌𐤋𐤒𐤓𐤕𐤁𐤏𐤋𐤑𐤓𐤀𐤔𐤍𐤃𐤓  |
| 𐤏𐤁𐤃[𐤊]𐤏𐤁𐤃𐤀𐤔𐤓𐤅𐤀𐤇𐤉𐤀𐤎𐤓𐤔𐤌𐤓 |
| 𐤔𐤍𐤁𐤍𐤀𐤎𐤓𐤔𐤌𐤓𐤁𐤍𐤏𐤁𐤃𐤀𐤔𐤓𐤊𐤔𐤌𐤏 |
| 𐤒𐤋𐤌𐤉𐤁𐤓𐤊𐤌               |
La inscripción griega es la siguiente:
ΔΙΟΝΥΣΙΟΣΚΑΙΣΑΡΑΠΙΩΝΟΙ
ΣΑΡΑΠΙΩΝΟΣΤΥΡΙΟΙ
ΗΡΑΚΛΕΙΑΡΧΗΓΕΤΕΙ

## Descubrimiento y publicación

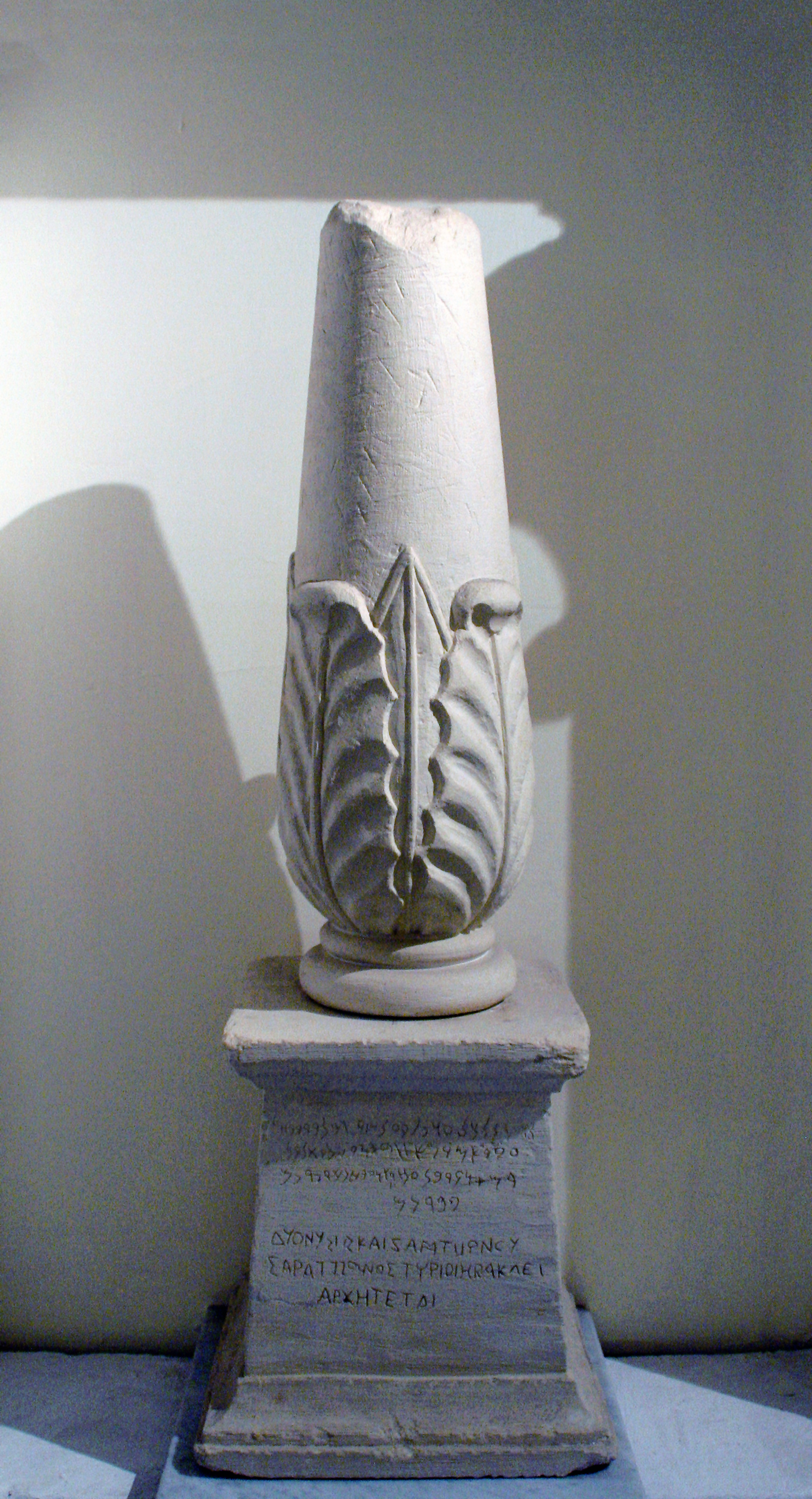
Copia del cipo fenicio en el Ministerio de Asuntos exteriores de Malta.

### Identificación inicial
En 1694, un canónico maltés, Ignazio di Costanzo, fue el primero en informar de una inscripción en los cipos, que consideraba que era en lengua fenicia. Esta identificación se basó en que «los fenicios» fueron registrados como antiguos habitantes de Malta por los escritores griegos Tucídides y Diodoro Sículo. Costanzo vio estas inscripciones, que formaban parte de dos cipos votivos casi idénticos a la entrada de Villa Abela en Marsa, la casa del célebre historiador maltés, Gian Franġisk Abela. Di Costanzo reconoció inmediatamente las inscripciones griegas, y pensó que las otras partes estaban escritas en fenicio. Sin embargo, el historiador maltés Ciantar afirmó que los cipos se descubrieron en 1732, y colocó el descubrimiento en la villa de Abela, que se había convertido en un museo confiado a los jesuitas. La contradicción en las fechas del descubrimiento es confusa, dada la carta de di Costanzo de 1694.
Ignazio Paterno, príncipe de Biscari, informó otra historia sobre su descubrimiento. Paterno describió cómo se almacenaron dos candelabros en la Biblioteca, después de haber sido encontrados en la isla de Gozo. Paterno atribuye el descubrimiento al padre Anton Maria Lupi, que había encontrado los dos votivos cippi con las inscripciones fenicias abandonadas en una villa perteneciente a la Orden de los jesuitas en Gozo, vinculándolas con el cipo mencionado por Ciantar.
Copias de las inscripciones, que habían sido hechas por Giovanni Uvit en 1687, fueron enviadas a Verona a un historiador de arte, poeta y comandante de los Caballeros en la orden Hospitalaria, Bartolomeo dal Pozzo. Estos fueron entregados a otro coleccionista Veronese de arte noble, Francesco Sparaviero, quien escribió una traducción de la sección griega.
En 1753, el Abab Guyot de Marne, también Caballero Comandante de la Orden de Malta, publicó el texto nuevamente en un diario italiano, el Saggi di dissertazioni accademiche de la Academia Etrusca de Cortona, pero no formuló la hipótesis de una traducción. El primer intento había llegado en 1741, por el erudito francés Michel Fourmont, quien había publicado sus suposiciones en la misma revista. Sin embargo, ninguno condujo a una traducción útil.

### Descifrar la inscripción fenicia
El texto fenicio más corto fue transcrito y traducido después de más de veinte años de la publicación de Fourmont, por el abad Jean-Jacques Barthélemy, que ya había traducido del dialecto palmyrene, publicó su obra en 1764.
Identificó correctamente 16 de las 17 letras diferentes representadas en el texto, pero aún confundió a Shin y He. Barthélémy comenzó la traducción del texto leyendo la primera palabra «l'dnn» como «para nuestro señor».  La hipótesis de que Heracles correspondió con Melqart, Señor de Tiro, hizo que Barthélemy señalara más letras, mientras que los nombres de los patrocinadores, siendo los hijos del mismo padre en el texto griego, permitieron la inducción hacia atrás del nombre del padre en el texto fenicio.
El texto fenicio, una vez traducido, se lee:
A nuestro señor Melqart, Señor de Tiro, dedicado por / su servidor Abd'Osir y su hermano Osirhamar / ambos hijos de 'Osirhamar, hijo de Abd'Osir, porque oyó / su voz, que los bendiga.
La tabla paleográfica publicada por Barthélémy carecía de las letras Tet y Pe. El estudio de la inscripción fenicia en el pedestal del cipo del Louvre puede considerarse como el verdadero fundamento de los estudios fenicios y púnicos, en un momento en que los fenicios y su civilización eran conocidos únicamente a través de textos griegos o bíblicos.

### Trabajo posterior

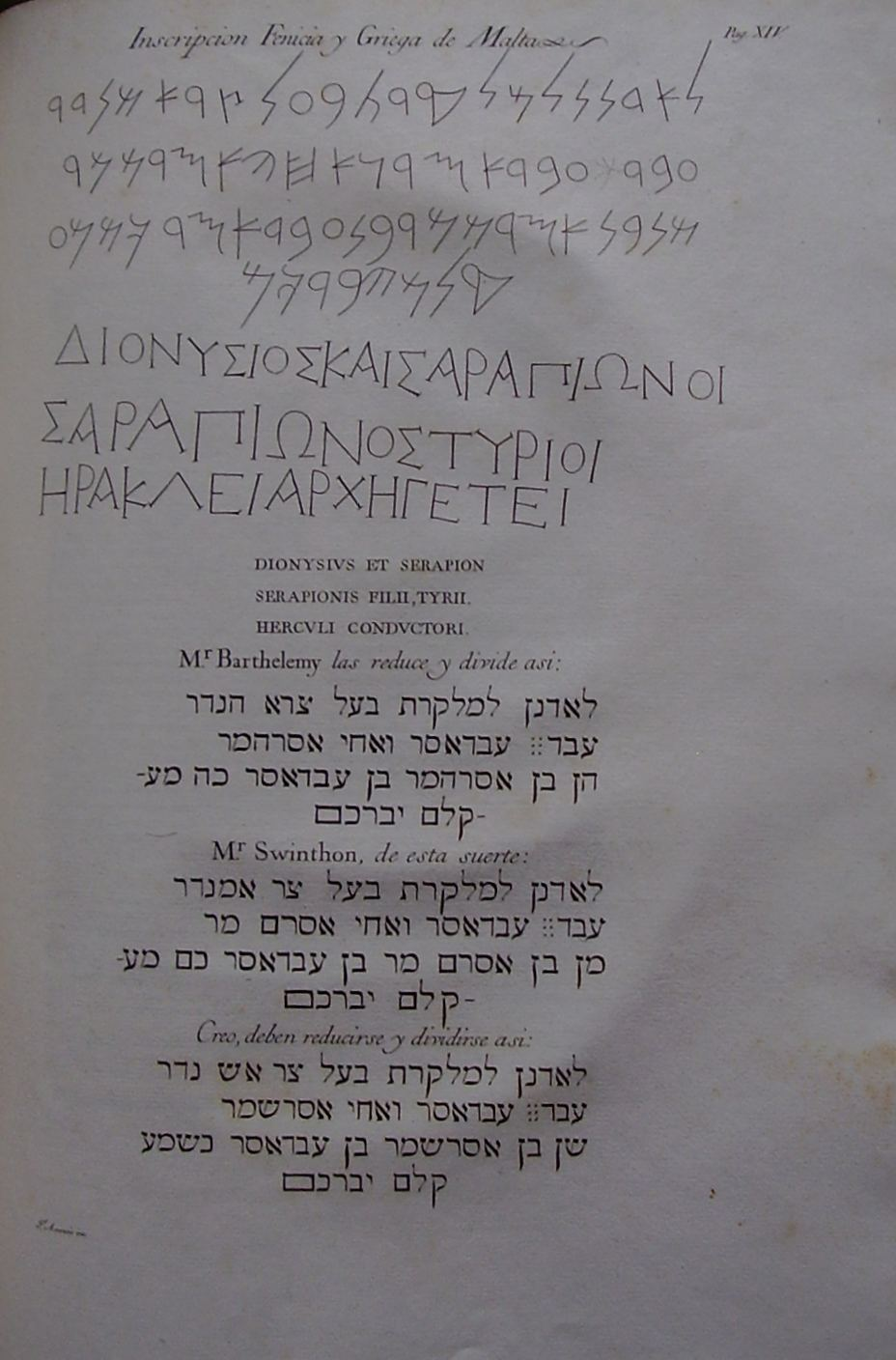
Inscripción en fenicio y griego, de un libro impreso en 1772 por Francisco Pérez Bayer.

El trabajo en el cipo se centró en una comprensión más completa de la gramática fenicia, así como en las implicaciones del descubrimiento de textos fenicios en Malta. Johann Joachim Bellermann creía que el idioma maltés era un descendiente lejano del púnico.  Esto fue refutado por Wilhelm Gesenius, quien, como Abela antes que él, sostuvo que el maltés era un dialecto del árabe. Otros estudios sobre el texto de Melitensis prima continuaron con los avances en el estudio de la gramática fenicia, comparando los especímenes púnicos con los textos hebreos. En 1772, Francisco Pérez Bayer publicó un libro que detalla los intentos previos de entender el texto, y proporcionó su propia interpretación y traducción.
En 1782, Emmanuel de Rohan-Polduc, Gran Maestre de la Orden de Malta, presentó uno de los cipos a Luis XVI.  El cipo fue colocado en la Académie des Inscriptions et des Belles Lettres, y luego se trasladó a la Biblioteca Mazarino entre 1792 y 1796.] En 1864, el orientalista Silvestre de Sacy, sugirió que el cipo francés se debía mover al Louvre.

## Uso idiomático e impacto cultural
El término «piedra Rosetta de Malta» se ha utilizado idiomáticamente para representar el papel desempeñado por los cipos en el descifrado del alfabeto y el idioma fenicios. Los cipos se convirtieron en un icono de Malta. Su imagen ha aparecido en los sellos postales locales, y los modelos hechos a mano de los artefactos que se han ofrecido como presentes a los dignatarios visitantes.